# Бородай, Олег Вадимович
Олег Вадимович Бородай (укр. Олег Вадимович Бородай; род. 7 января 1993, Мелитополь, Запорожская область) — украинский футболист, защитник, помощник главного тренера клуба «Виктория» (Сумы).

## Карьера
Начал карьеру в мелитопольском «Олкоме». В 2011 году перешёл в луганскую «Зарю», однако играл преимущественно за молодёжный состав. За главную команду луганчан провёл 2 игры: первую — в кубке Украины, 28 апреля 2014 года, против «Кремня» (в которой отличился забитым голом), а вторую — 17 июля 2014 года в Лиге Европы УЕФА против албанского «Лачи». В 2016 году он перебрался в ФК «Сумы». Там он был с 2016 по 2017 года и сыграл 14 матчей. По окончании контракта Олег перешёл свободным агентом в ФК «Полтава». За один сезон он сыграл 29 игр и забил 1 мяч. После «Полтавы» он свободным агентом перешёл во львовские «Карпаты». Поиграв меньше года (12 игр), покинул команду в зимнее трансферное окно. На остаток сезона он перешёл в польский «Гурник» (Ленчна). Летом 2019 года свободным агентом перешёл в «Авангард» (Краматорск), отыграл один сезон (11 игр, 2 мяча). Затем он перешёл в «Кремень» (Кременчуг) на один сезон. На полгода он вернулся в ФК «Краматорск», сыграл 15 игр и забил 3 мяча. Летом 2021 перешёл в ФК «Оболонь» Киев, сыграл 16 матчей. В марте 2022 года ушёл в аренду в польский клуб «Бронь» (Радом).

## Достижения
«Полтава»
- Серебряный призёр Первой лиги Украины: 2017/18